# Février 1806

## Événements
- Les wahhabites prennent les villes de La Mecque et Djeddah[1].

- 6 février : victoire navale anglaise sur la France à la bataille de San Domingo[2].

- 11 février : début du ministère whig de William Wyndham Grenville, Premier ministre du Royaume-Uni (fin le 31 mars 1807)[3].

- 13 février : rupture de Napoléon et de Pie VII.

- 18 février : Napoléon ordonne la construction de l'Arc de triomphe au sommet de la colline de Chaillot.

- 20 février : arrivée de Molitor à Zadar[4] ; début de la campagne de Dalmatie.

- 19 février : décret faisant du 15 août, anniversaire de la naissance de l'empereur, une fête nationale sous le nom de « Saint-Napoléon ».

- 26 février : début du siège de Gaète par les Français ; la ville capitule le 18 juillet[5].

## Naissances
- 21 février : Johann Georg Hiltensperger, peintre d'histoire et professeur à l'Académie des beaux-arts de Munich († 13 juin 1890).

## Décès
- 2 février : Jean-Xavier Bureau de Pusy, ingénieur militaire et homme politique français (° 7 janvier 1750).
- 14 février : Jean Dauberval, danseur et chorégraphe français (° 19 août 1742)
- 22 février : James Barry : peintre britannique (° 11 octobre 1741).